# Кастелновето
Кастелновѐто (на италиански: Castelnovetto, на местен диалект: Castarnöv, Кастарньов) е село и община в Северна Италия, провинция Павия, регион Ломбардия. Разположено е на 111 m надморска височина. Населението на общината е 574 души (към 2017 г.).